# Ochodontia sareptaria
Ochodontia sareptaria là một loài bướm đêm trong họ Geometridae.